# Canton de Saint-Saulge
Le canton de Saint-Saulge est une ancienne division administrative française située dans le département de la Nièvre et la région Bourgogne.

## Géographie
Ce canton est organisé autour de Saint-Saulge et est l'un des 13 cantons de l'arrondissement de Nevers. Son altitude varie de 229 m (Rouy) à 444 m (Saint-Benin-des-Bois) pour une altitude moyenne de 293 m.

## Représentation

### Conseillers généraux de 1833 à 2015
| Période | Période      | Identité                                                  | Étiquette                                      | Qualité |
| ------- | ------------ | --------------------------------------------------------- | ---------------------------------------------- | --- |
| 1833    | 1871         | Louis François Lallier (1796-1874)                        |                                                | Juge de paix, notaire Maire de Saint-Saulge                                                                                             |
| 1871    | 1914 (décès) | Comte Charles Régnault de Savigny de Moncorps (1836-1914) | Droite                                         | Auditeur au Conseil d'État Sénateur (1889-1897) Maire de Saint-Saulge                                                                   |
| 1914    | 1940 (décès) | Henri Robert de Thoury Comte de Noyant (1888-1940)        | URD                                            | Propriétaire du château de Saint-Pierre-la-Chapelle Conseiller municipal de Saint-Saulge Maire (1919-1925), conseiller d'arrondissement |
|         |              |                                                           |                                                | |
| 1945    | 1967         | Guy Laurent                                               | SFIO                                           | Médecin Maire de Saint-Saulge (1944-1945)                                                                                               |
| 1967    | 1973         | Jean Theuriot (1918-1986)                                 | SE puis PS                                     | Agriculteur Maire de Montapas |
| 1973    | 1979         | Gilbert Aubert                                            | DVD                                            | Docteur en médecine Maire de Saint-Saulge (1973-1977)                                                                                   |
| 1979    | 1994 (décès) | Robert de Thoury                                          | RPR                                            | Propriétaire à Saint-Saulge |
| 1995    | 1998         | Georges Berthier                                          | PS                                             | Inspecteur divisionnaire des Télécom retraité, Grandchamp, Rouy                                                                         |
| 1998    | 2015         | Bernadette Larivé-Bruandet                                | DVD (Rassemblement pour l'Avenir de la Nièvre) | Notaire - Présidente de la communauté de communes Cœur du Nivernais Nevers de 1971 à 1983 Conseillère municipale de Crux-la-Ville       |

### Conseillers d'arrondissement (de 1833 à 1940)
| Période                                  | Période | Identité                                          | Étiquette | Qualité |
| ---------------------------------------- | ------- | ------------------------------------------------- | --------- | --- |
| 1833                                     | 1839    | Nicolas Audebal (1781-1878)                       |           | Propriétaire à Bussy, maire de Saint-Maurice                                                                |
| 1839                                     | 1845    | Comte Édouard Charles de Saint-Phalle (1798-1874) |           | Ancien officier, propriétaire à Bona                                                                        |
| 1845                                     | 1861    | Jean Louis Marie Chouet (1813-1884)               |           | Notaire à Saint-Saulge                                                                                      |
|                                          |         |                                                   |           | |
| 1877                                     | 1901    | Pierre Alexandre Bélard (1832-1917)               | Libéral   | Notaire à Saint-Saulge, propriétaire à Crux-la-Ville                                                        |
| 1901                                     | 1914    | Henri Robert de Thoury                            | Libéral   | Propriétaire à Saint-Saulge                                                                                 |
| 1914                                     | 1919    | siège vacant                                      |           | |
|                                          |         |                                                   |           | |
| 1931                                     | 1940    | Achille Theuriot (1882-1950)                      | URD-PSF   | Agriculteur à Montapas                                                                                      |
| 1940                                     |         |                                                   |           | Les conseils d'arrondissement ont été suspendus par la loi du 12 octobre 1940 et n'ont jamais été réactivés |
| Les données manquantes sont à compléter. |         |                                                   |           | |

## Composition
Le canton de Saint-Saulge groupait 11 communes et comptait 3 279 habitants (population municipale de 2006).
| Communes             | Population (2012) | Code postal | Code Insee |
| -------------------- | ----------------- | ----------- | ---------- |
| Bona                 | 330               | 58330       | 58035      |
| Crux-la-Ville        | 415               | 58330       | 58092      |
| Jailly               | 69                | 58330       | 58136      |
| Montapas             | 286               | 58110       | 58171      |
| Rouy                 | 595               | 58110       | 58223      |
| Saint-Benin-des-Bois | 200               | 58330       | 58233      |
| Sainte-Marie         | 96                | 58330       | 58253      |
| Saint-Franchy        | 68                | 58330       | 58240      |
| Saint-Maurice        | 59                | 58330       | 58257      |
| Saint-Saulge         | 874               | 58330       | 58267      |
| Saxi-Bourdon         | 287               | 58330       | 58275      |

## Démographie
| 1962  | 1968  | 1975  | 1982  | 1990  | 1999  | 2006  | 2009 |
| ----- | ----- | ----- | ----- | ----- | ----- | ----- | ---- |
| 4 179 | 4 519 | 3 792 | 3 452 | 3 168 | 3 226 | 3 279 | -    |

Histogramme de l'évolution démographique depuis 1962 :